# Weingartia vargasii
Weingartia vargasii ist eine Pflanzenart in der Gattung Weingartia aus der Familie der Kakteengewächse (Cactaceae). Der Artname ehrt den Entdecker der Art, den bolivianischen Ingenieur Israel R. Vargas.

## Beschreibung
Weingartia vargasii wächst einzeln oder nur sehr selten sprossend mit kugeligen bis kurzzylindrischen, dunkelrötlich bis dunkelbräunlich grünen Körpern. Diese erreichen einen Durchmesser von 2,8 bis 3,0 Zentimeter und Wuchshöhen von 2,5 bis 3,0 Zentimeter. Die Wurzel der Pflanzen bildet an der unterirdischen Basis 1 bis 3 dicke Wurzelstränge, welche sich in dünnere verzweigen. Die Rippen sind vollständig in 2,5 bis 3,5 Millimeter hohe Warzen aufgelöst. Die langgezogenen Areolen sind 0,5 bis 1 Millimeter breit und 2 bis 3 Millimeter lang. Die 11 bis 17 Randdornen sind 2 bis 9 Millimeter lang und meist leicht seitlich oder halb aufwärts bis schräg vom Körper weg weisend gebogen. Sie sind weißlich-gelblich gefärbt und werden zur Dornenspitze hin rötlich bis bräunlich bis fast ganz dunkelrotbraun. Die Oberfläche aller Dornen ist glatt.
Die Knospen sind dunkelrötlich bis lila gefärbt. Die gelben Blüten sind 24 bis 28 Millimeter lang und besitzen einen Durchmesser von 30 bis 43 Millimeter. Das kugelige bis flachkugelige und grüne Perikarpell erreicht einen Durchmesser von 4 bis 5 Millimeter und ist mit 6 bis 8 grünlichen und mehr oder weniger rötlich zugespitzten, 1 bis 3 Millimeter langen und bis zu 2,5 Millimeter breiten Schuppen besetzt. Die 26 bis 31 leuchtend gelben Blütenblätter sind in drei Kreisen angeordnet. Die äußeren sind rötlich hellpurpur zugespitzt. Der unten grünliche und weiter oben hellgelbe Griffel wird 10 bis 13 Millimeter lang und 0,7 bis 0,8 Millimeter dick. Die weißlich bis hellgelbe Narbe teilt sich in 4 bis 7 Narbenäste.
Die kugelige bis gedrückt kugelige Frucht wird 4 bis 5 Millimeter lang und 5 bis 7 Millimeter breit. Anfangs ist sie hellgrün oder rötlich-bräunlich und mit einigen dreieckigen Schuppen besetzt. Bei Reife öffnet sich die Frucht mit unregelmäßigen Rissen in der immer dünner werdenden Fruchtwand. In der Frucht sind 40 bis 95 schwarze bis schwarzbraune Samen enthalten. Sie sind kugelig bis leicht bohnen- oder eiförmig geformt und 1,05 bis 1,5 Millimeter lang und 0,85 bis 1,25 Millimeter breit.

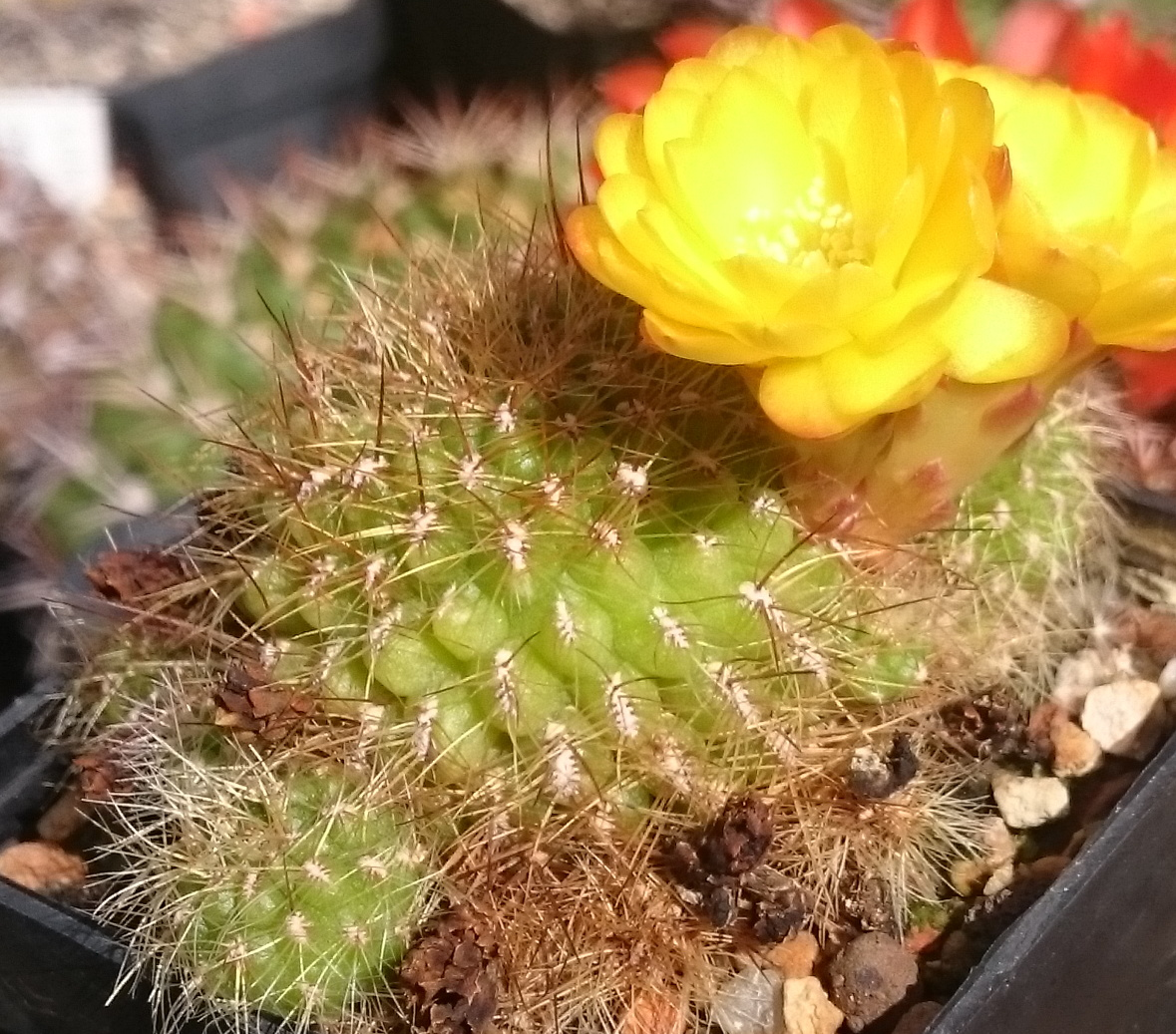
Weingartia vargasii var. viridissima WK996

Weingartia vargasii kann in die Varietäten var. vargassii und var. viridissima unterschieden werden. Letztere unterscheidet sich durch den hellgrünen Körper.

## Systematik und Verbreitung
Weingartia vargasii ist im bolivianischen Departamento Santa Cruz in der Provinz Vallegrande in Höhenlagen von ungefähr 2300 Metern verbreitet. Die Pflanzen wachsen auf kahlen Stellen steiniger Hügel in mit wenig Humus durchsetzten Mineralböden. Als Begleitflora findet man niedrige Sträucher und Büsche sowie Rebutia vallegrandensis.
Die Erstbeschreibung als Sulcorebutia vargasii wurde 2005 durch Lothar Diers und Wolfgang Krahn veröffentlicht. Günter Hentzschel und Karl Augustin stellten die Art 2008 in die Gattung Weingartia.

## Nachweise